# Lyssomanes
Lyssomanes  (лат.) — род аранеоморфных пауков из подсемейства Lyssomaninae в семействе пауков-скакунов (Salticidae).

## Описание
Lyssomanes имеют длинные лапки с полупрозрачным телом зелёного или жёлтого цветов. Поверхностно имеют сходство с пауками-рысями, за исключением больших передних средних глаз у скакунов.

## Виды
- Lyssomanes adisi Logunov, 2002 — Brazil
- Lyssomanes amazonicus Peckham & Wheeler, 1889 — Боливия, Бразилия, Гвиана, Эквадор
- Lyssomanes anchicaya Galiano, 1984 — Колумбия
- Lyssomanes antillanus Peckham & Wheeler, 1889 — Куба, Ямайка, о. Гаити
  - Lyssomanes antillanus fasciatus Franganillo, 1935 — Куба
- Lyssomanes austerus Peckham & Wheeler, 1889 — Бразилия, Аргентина
- Lyssomanes belgranoi Galiano, 1984 — Аргентина
- Lyssomanes benderi Logunov, 2002 — Бразилия, Эквадор
- Lyssomanes bitaeniatus Peckham & Wheeler, 1889 — от Сальвадоро до Венесуэлы
- Lyssomanes blandus Peckham & Wheeler, 1889 — Гватемала
- Lyssomanes boraceia Galiano, 1984 — Бразилия
- Lyssomanes bryantae Chickering, 1946 — Панама
- Lyssomanes burrera Jiménez & Tejas, 1993 — Мексика
- Lyssomanes camacanensis Galiano, 1980 — Бразилия
- Lyssomanes ceplaci Galiano, 1980 — Бразилия
- Lyssomanes consimilis Banks, 1929 — Панама
- Lyssomanes convexus Banks, 1909 — Коста-Рика
- Lyssomanes deinognathus F. O. P-Cambridge, 1900 — от Мексики до Гондураса
- Lyssomanes devotoi Mello-Leitão, 1917 — Бразилия
- Lyssomanes dissimilis Banks, 1929 — Панама
- Lyssomanes diversus Galiano, 1980 — Мексика
- Lyssomanes eatoni Chickering, 1946 — Панама
- Lyssomanes ecuadoricus Logunov & Marusik, 2003 — Эквадор
- Lyssomanes elegans F. O. P.-Cambridge, 1900 — от Мексики до Бразилии
- Lyssomanes elongatus Galiano, 1980 — Бразилия
- Lyssomanes euriensis Logunov, 2000 — Перу
- Lyssomanes flagellum Kraus, 1955 — Сальвадор
- Lyssomanes fossor Galiano, 1996 — Бразилия
- Lyssomanes hieroglyphicus Mello-Leitão, 1944 — Аргентина
- Lyssomanes ipanemae Galiano, 1980 — Бразилия
- Lyssomanes janauari Logunov & Marusik, 2003 — Бразилия
- Lyssomanes jemineus Peckham & Wheeler, 1889 — от Мексики до Колумбии
- Lyssomanes jucari Galiano, 1984 — Бразилия
- Lyssomanes lancetillae Galiano, 1980 — Гондурас
- Lyssomanes lehtineni Logunov, 2000 — Перу
- Lyssomanes leucomelas Mello-Leitão, 1917 — Бразилия, Аргентина
- Lyssomanes limpidus Galiano, 1980 — Колумбия
- Lyssomanes longipes (Taczanowski, 1871) — Бразилия, Французская Гвинея
- Lyssomanes malinche Galiano, 1980 — Mexico
- Lyssomanes mandibulatus F. O. P.-Cambridge, 1900 — от Мексики до Панамы
- Lyssomanes michae Brignoli, 1984 — Вест-Индия
- Lyssomanes miniaceus Peckham & Wheeler, 1889 — Бразилия, Аргентина
- Lyssomanes minor Schenkel, 1953 — Венесуэла
- Lyssomanes nigrofimbriatus Mello-Leitão, 1941 — Бразилия, Аргентина
- Lyssomanes nigropictus Peckham & Wheeler, 1889 — Бразилия, Гвиана, Эквадор
- Lyssomanes onkonensis Logunov & Marusik, 2003 — Эквадор
- Lyssomanes parallelus Peckham & Wheeler, 1889 — Бразилия
- Lyssomanes paravelox Logunov, 2002 — Бразилия
- Lyssomanes parki Chickering, 1946 — Панама
- Lyssomanes patens Peckham & Peckham, 1896 — от Гондураса до Панамы
- Lyssomanes pauper Mello-Leitão, 1945 — Бразилия, Аргентина
- Lyssomanes penicillatus Mello-Leitão, 1927 — Бразилия, Аргентина
- Lyssomanes peruensis Logunov, 2000 — Перу
- Lyssomanes pescadero Jiménez & Tejas, 1993 — Мексика
- Lyssomanes pichilingue Galiano, 1984 — Эквадор
- Lyssomanes placidus Peckham & Wheeler, 1889 — Мексика
- Lyssomanes portoricensis Petrunkevitch, 1930 — от Пуэрто-Рико до Мартиники
- Lyssomanes protarsalis F. O. P.-Cambridge, 1900 — Гватемала
- Lyssomanes quadrinotatus Simon, 1900 — Венесуэла
- Lyssomanes reductus Peckham & Peckham, 1896 — от Гватемалы до Панамы
- Lyssomanes remotus Peckham & Peckham, 1896 — от Панамы до Бразилии
- Lyssomanes robustus (Taczanowski, 1879) — Перу, Бразилия
- Lyssomanes romani Logunov, 2000 — Бразилия, Эквадор
- Lyssomanes santarem Galiano, 1984 — Бразилия
- Lyssomanes spiralis F. O. P.-Cambridge, 1900 — Гватемала, Никарагуа
- Lyssomanes sylvicola Galiano, 1980 — Brazil
- Lyssomanes taczanowskii Galiano, 1980 — от Тринидада до Перу, Эквадор
- Lyssomanes tapirapensis Galiano, 1996 — Бразилия
- Lyssomanes tapuiramae Galiano, 1980 — Бразилия
- Lyssomanes tarmae Galiano, 1980 — Перу
- Lyssomanes temperatus Galiano, 1980 — Мексика
- Lyssomanes tenuis Peckham & Wheeler, 1889 — Бразилия, Эквадор
- Lyssomanes trifurcatus F. O. P.-Cambridge, 1900 — Панама
- Lyssomanes trinidadus Logunov & Marusik, 2003 — Тринидад
- Lyssomanes tristis Peckham & Wheeler, 1889 — Бразилия, Аргентина
- Lyssomanes unicolor (Taczanowski, 1871) — от Мексики до Перу, Эквадор, Бразилия
- Lyssomanes velox Peckham & Wheeler, 1889 — Бразилия, Эквадор
- Lyssomanes vinocurae Galiano, 1996 — Бразилия
- Lyssomanes viridis (Walckenaer, 1837) — юг США typus
- Lyssomanes waorani Logunov & Marusik, 2003 — Эквадор
- Lyssomanes yacui Galiano, 1984 — Аргентина, Парагвай, Бразилия

### Видео
- David Edwin Hill: Courtship and mating of the jumping spider Lyssomanes viridis (Araneae: Salticidae) — Video
- David Edwin Hill: Feeding Lyssomanes viridis (Araneae: Salticidae) — Video

### Фото
- Photographs of Lyssomanes species from Brazil
- Paintings of Lyssomanes sp.
- Picture of Lyssomanes sp.